# Characidium alipioi
Characidium alipioi är en fiskart som beskrevs av Travassos, 1955. Characidium alipioi ingår i släktet Characidium och familjen Crenuchidae. Inga underarter finns listade i Catalogue of Life.